# Doleschallia melana
Doleschallia melana är en fjärilsart som beskrevs av Otto Staudinger 1886. Doleschallia melana ingår i släktet Doleschallia och familjen praktfjärilar. Inga underarter finns listade i Catalogue of Life.